# Palo Verde, Baja California Sur
Palo Verde är en ort i Mexiko.   Den ligger i kommunen Mulegé och delstaten Baja California Sur, i den västra delen av landet, 1 600 km nordväst om huvudstaden Mexico City. Palo Verde ligger 51 meter över havet och antalet invånare är 240.
Terrängen runt Palo Verde är platt åt nordost, men åt sydväst är den kuperad.  Trakten runt Palo Verde är nära nog obefolkad, med mindre än två invånare per kvadratkilometer. Närmaste större samhälle är Mulegé, 18,5 km sydost om Palo Verde. Omgivningarna runt Palo Verde är i huvudsak ett öppet busklandskap.